# Franciszka Czajowska
Franciszka Czajowska (ur. 26 marca 1911, zm. 10 września 2001) – polska „Sprawiedliwa wśród Narodów Świata”.

## Życiorys
W trakcie II wojny światowej pracowała w zakładzie fryzjerskim przy ul. Asnyka 7 w Krakowie na stanowisku kierownika. Zakładem zarządzał Żyd Daniel Wajnryb. W marcu 1941 r., gdy Niemcy zarządzili przeniesienie ludności żydowskiej do getta, Czajowska zorganizowała dla Wajnryba i jego najbliższej rodziny kryjówkę we wspomnianym zakładzie. Przynosiła im tam żywność i niezbędną odzież. Za pomoc nie pobierała pieniędzy ani innych korzyści materialnych. Ze względów bezpieczeństwa, z czasem dla Heleny Wajnryb, żony Daniela, znaleziono schronienie w podkrakowskiej wsi Zakrzów. Czajowska pomagała także innemu Żydowi, doktorowi Romanowi Glassnerowi i jego córce Stanisławie, którzy przebywali w tym czasie w getcie krakowskim. Zakładała opaskę z gwiazdą Dawida i dołączała do grupy robotników wracających po pracy do getta, dzięki czemu miała sposobność przemycania żywności, ubrań i listów.  

Niestety, w grudniu 1943 r., wskutek donosu, Niemcy zostali poinformowani o kryjówce w zakładzie fryzjerskim, w którym przebywał Wajnryb. Franciszkę Czajowską aresztowano i po brutalnych przesłuchaniach oraz torturach wysłano do Ravensbrück. Daniel Wajnryb został rozstrzelany w więzieniu przy ul. Montelupich. W niemieckim obozie Ravensbrück Franciszka Czajowska otrzymała numer obozowy: 44-904. Jak wspominała:  
„Pracowałam w fabryce amunicji, gdzie przeszłam gehennę. Od bicia przez Niemki mam uszkodzenia ciała, mam złamany nos. Także mam ślady na nodze po ugryzieniu przez psa, który był szczuty na mnie przez „Ausejerkę”. Obecnie jestem osobą niepełnosprawną, poruszam się za pomocą kul”. 
Franciszka Czajowska jest pochowana na cmentarzu Rakowickim w Krakowie (kwatera: LXX, rząd: 9, miejsce: 1).
4 września 1991 r. Instytut Jad Waszem uhonorował Franciszkę Czajowską medalem „Sprawiedliwy wśród Narodów Świata”.